# جوش فیبر نوری
جوش فیبر نوری یا فیوژن، عملی است که در آن از گرما برای اتصال فیبرهای نوری به یکدیگر استفاده می‌شود. دستگاهی که برای این کار به کار می‌رود جوش فیبر نوری (به انگلیسی: Fusion splicer) یا هم‌بافِ گداختی نام دارد. در عملیات فیوژن هدف این است که اتصال به نحوی انجام شود که پراکندگی و بازتاب نور در طول کابل/فیبر نوری کمینه باشد. برای این کار معمولاً از گرمای قوس الکتریکی استفاده می‌شود اما با این حال حرارت شعلهٔ گازی یا حرارت ناشی از عبور جریان الکتریکی از فیلمان تنگستنی نیز ممکن است استفاده شود.